# Atom (editor de textos)
Atom fou un editor de codi font lliure i de codi obert per a MacOS, Linux, i Microsoft Windows amb suport per a connectors escrits en Node.js, i incrustat a Git Control, desenvolupat per GitHub. Era una aplicació d'escriptori basada en tecnologies web. La majoria dels paquets tenien llicència de programari lliure i eren construïts i mantinguts per la comunitat. Es basà en Electron (anteriorment coneguda com a Atom Shell), un marc que permet fer servir aplicacions d'escriptori multiplataforma Chromium i Node.js. Fou escrit en CoffeeScript i Less. També es podia utilitzar com a Entorn integrat de desenvolupament (IDE). Atom va ser llançat des de la versió beta, com a versió 1.0, el 25 de juny de 2015. Els desenvolupadors l'anomenaren "editor de text hackejable per al segle XXI". Discontinuat des del desembre de 2022.

## Suport de llenguatges de programació
Mitjançant els connectors predeterminats, els següents llenguatges de programació són compatibles amb algun aspecte a partir de v1.5.1:
C/C++, C#, Clojure, CSS, CoffeeScript, GitHub Flavored Markdown, Go, Git, HTML, JavaScript, Java, JSON, Julia, Less, Make, Mustache, Objective-C, PHP, Perl, Property List (Apple), Python, Ruby on Rails, Ruby, Sass, Shell d'Unix, Scala, SQL, TOML, XML, YAML.

## Història

### Llicència
Inicialment, els paquets d'extensió per a Atom i qualsevol altra part del nucli d'Atom es van publicar sota una llicència de codi obert. El 6 de maig de 2014, la resta d'Atom, incloent l'aplicació principal, el seu gestor de paquets, així com el seu marc d'escriptori Electron, es van publicar com a programari lliure i de codi obert sota la llicència MIT.

### Finalització
El juny de 2022 GitHub va anunciar la finalització programada del suport per al 15 de desembre de 2022. El projecte fou mogut com a repositori de només lectura i GitHub manifestà la intenció de centrar-se en el desenvolupament de Microsoft Visual Studio Code (VS Code), també de codi obert i més popular. Essent la darrera versió Atom 1.60 de març de 2022.
Davant l'estancament del desenvolupament va aparèixer una bifurcació la qual va rebre el nom de Pulsar, també coneguda com Pulsar-Edit. Aquesta incloïa a alguns dels fundadors d'Atom Community.

## Privacitat
Inicialment hi havia preocupació i discussió sobre dos paquets d'exclusió que informaven diverses dades a servidors externs. Tanmateix, aquests paquets estan activats amb un diàleg detallat en el llançament inicial:
- Paquet de mètriques: informa de l'ús dels informes a Google Analytics, incloent un identificador aleatori únic UUID v4.[28] Segons els autors, es tracta de determinar el rendiment i conèixer les funcions més utilitzades.[3] Aquesta característica pot ser desactivada per l'usuari obrint la Vista de configuració, buscant el paquet de mètriques i desactivant-la.[28]
- Paquet d'informes d'excepcions: informa les excepcions atòmiques que no es poden trobar a bugsnag.com.[29]